# Vila Fernando (Elvas)
Vila Fernando ist ein Ort und eine ehemalige Gemeinde (Freguesia) im portugiesischen Kreis Elvas. Die Gemeinde hatte 316 Einwohner (Stand 30. Juni 2011).
Am 29. September 2013 wurden die Gemeinden Vila Fernando und Barbacena zur neuen Gemeinde União das Freguesias de Barbacena e Vila Fernando zusammengeschlossen.